# ستيفان جي. راسموسن
ستيفان جي. راسموسن (بالدنماركية: Stefan G. Rasmussen) هو طيار وسياسي دنماركي، ولد في 23 يوليو 1947. نشط حزبياً في حزب الشعب المحافظ ‏. وقد انتخب عضو فولكتنغ ‏.